# A Secret Wish
A Secret Wish is het debuutalbum van de Duitse band Propaganda. Dit synthpop–, new wavealbum werd in juli 1985 uitgebracht en oogstte bescheiden succes in Europa. Het is geproduceerd door Stephen Lipson;  Trevor Horn produceerde het nummer Dr. Mabuse dat eerder opgenomen was.

## Aanloop
Susan Freitag, Ralf Dörper, Michael Mertens en Claudia Brücken namen onder leiding van producent Trevor Horn Dr. Mabuse op, dat in 1984 een hit werd. Horn kreeg demo’s van Propaganda met nog Andreas Thein in de gelederen, in handen via onder meer Paul Morley, recensent bij New Musical Express. Thein viel al snel af en de band wilde niet volslagen afhankelijk van Horn worden en verkoos verder te werken met Stephen Lipson. Onder leiding van Horn op afstand en Lipson komt een reeks bekende musici naar de geluidsstudio om muziek in te spelen. Een belangrijke rol is ook weggelegd voor Chris Blackwell van Island Records (distributeur van ZTT); hij was bereid album en videoclips onder regie van Anton Corbijn te financieren voor het nog weinig bekende Propaganda.
Diverse recensenten en popmuziekliefhebbers beschouwen A Secret Wish, in totaliteit inclusief de fotografie van Anton Corbijn, spectaculaire liner notes en het cd-boekje, als een kunstwerk. De LP-versie werd in juli als eerste uitgegeven; de geremixte cd-versie liet tot september op zich wachten. Het bleef toch voornamelijk een achterhoedegevecht, zo meldt OOR's Pop-encyclopedie Propaganda alleen in de vijfde versie uit 1986, de versie die direct na het album verscheen.
In Nederland waren de van A Secret Wish afkomstige singles Duel (Eye to Eye) en p:Machinery kleine hits. Internationaal deed Dr. Mabuse het ook redelijk. Het album stond 22 weken genoteerd in de Nederlandse album-chart, met een pieknotering op nummer 5. ook Duitsland (20 weken) en in mindere maten Zwitserland (12 weken) lieten lange noteringen zien. In Engeland stond het dertien weken genoteerd met als hoogste notering plaats 16.

## Nummers

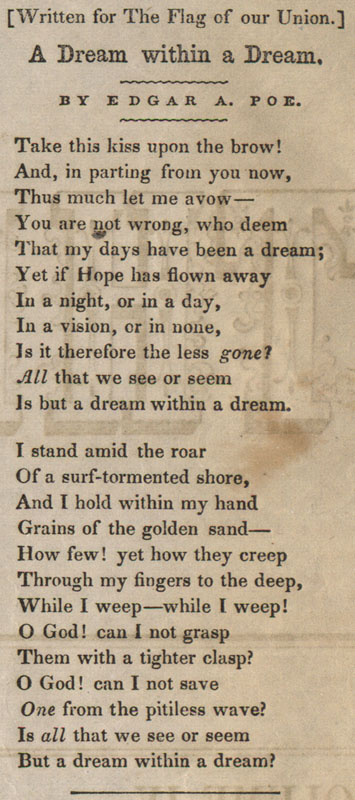
Het gedicht ’A Dream within a Dream’ van Edgar Allan Poe uit 1849

De tekst van het openingsnummer Dream Within a Dream is het gedicht ’A Dream Within a Dream’ van Edgar Allan Poe (zie afbeelding). Sorry for Laughing is een cover van de gelijknamige single van de postpunk-band Josef K uit 1981. En het lange, afsluitende nummer Dr. Mabuse is ontleend aan het hoofdpersonage uit drie klassieke films van Fritz Lang: Dr. Mabuse, der Spieler, Das Testament des Dr. Mabuse en Die 1000 Augen des Dr. Mabuse. De ’brabbeltaal’ aan het eind van deze song is de achteruit gespeelde (‘backmasking’) vraag "Warum schmerzt es, wenn mein Herz den Schlag verpasst?", de Duitse vertaling van de openingszin "Why does it hurt when my heart misses the beat?"
Op de achterkant van het boekwerkje bij de cd-versie uit 1985 staat een iets diepzinnigere maar minder ludieke frase, bedoeld om te provoceren: “Wir denken die bequemen Gedanken der Anderen und fühlens nicht, dass unser bestes Selbst allmählich abstirbt, wir leben ein totes Leben. Wir ersticken unser Ich.”

## Musici
- Claudia Brücken – zang
- Ralf Dörper – toetsen
- Susanne Freytag – zang
- Michael Mertens – percussie

Met medewerking van:
- Andreas Thein – programmering
- Andrew Richards
- Steve Howe – gitaar
- David Sylvian — zang[7]
- Glenn Gregory (zanger van Heaven 17) — zang[7]
- Trevor Horn
- Ian Mosley - slagwerk
- Jonathan Sorrell
- Stewart Copeland - drums op Duel[2]
- Allen L. Kirkendale
- Stephen J. Lipson

## Titels
Alle nummers zijn geschreven door Propaganda, tenzij anders aangegeven.

| Nr. | Titel                            | Duur  |
| --- | -------------------------------- | ----- |
| 1.  | Dream Within a Dream             | 9:10  |
| 2.  | The Murder of Love               | 5:12  |
| 3.  | Jewel                            | 6:22  |
| 4.  | Duel                             | 4:41  |
| 5.  | Frozen Faces                     | 4:21  |
| 6.  | p:Machinery                      | 3:50  |
| 7.  | Sorry for Laughing (Haig & Ross) | 3:27  |
| 8.  | The Chase                        | 4:04  |
| 9.  | Dr. Mabuse                       | 10:41 |

## Verschillende versies
Dit album is volledig digitaal opgenomen. Producer Steve Lipson nam de gelegenheid van de drie maanden vertraging tussen de uitgave van de vinyl– en de cd–versie te baat om het te remixen tot wat hij als de definitieve versie beschouwde. De nummers Jewel, Duel en p:Machinery verschillen zodoende van de LP-versie. The Last Word en Strength to Dream zijn ingekort en onder de titel Frozen Faces samengevoegd.
Na deze originele cd-versie zijn in de loop der tijd diverse andere releases verschenen, waaronder de Japanese CD reissue, de 20th Anniversary reissue, de SACD release en de 2010 2CD Deluxe "Element Series" Edition.

## Nasleep
Al binnen het jaar werd opvolger Wishful thinking uitgebracht, maar de band zou niet verder gaan met ZTT. Het contract tussen Propaganda en ZTT was zeer nadelig voor de band; ook de andere succesvolle band van ZTT Frankie Goes to Hollywood zat in die constructie vast. Propaganda ging over naar Virgin Records, maar Claudia Brücken bleef bij ZTT, omdat het heldere geluid haar aanstond. Na een korte periode van rust richtte ze samen met Thomas Leer Act op
De twee zangeressen probeerden in de loop der jaren de band Propaganda nieuw leven in te blazen, wat echter steeds mislukte, aldus Brücken in 2018. Een van de redenen is dat het geluid van de band zich had aangepast en dat viel bij fans niet in goede aarde; andere redenen waren te vinden op het personele vlak (muzikale verschillen). In 2018 gingen beide zangeressen samen op tournee,  waarbij — naar Brückens zeggen op verzoek van fans — het gehele album ten gehore werd gebracht.
- MusicBrainz release group: 0f127b3b-6d3e-316f-948f-fc81721cdd83